# Артур Гайдош
Артур Гайдош (словац. Artur Gajdoš, нар. 20 січня 2004, Ілава, Словаччина) — словацький футболіст, півзахисник клубу «Слован» (Братислава).

## Ігрова кар'єра

### Клубна
Артур Гайдош є вихованцем футбольного клубу «Тренчин», до якого він приєднався у 2010 році. 1 листопада 2020 року у матчі чемпіонату Словаччини проти «Ружомберока» Гайдош дебютував у першій команді. У віці 16 років і 286 днів він потрапив у двадцятку наймолодших гравців в історії Словацької Суперліги. У тому ж місяці футболіст підписав з клубом перший професійний контракт на рри роки як вихованець клубної академії.
У січні 2024 року словацьке видання Sme внесло Артура Гайдоша у п'ятірку кращих молодих талантів словацького футболу.
3 вересня 2024 року підписав контракт на чотири роки з братиславським «Слованом».

### Збірна
У 2023 році у складі збірної Словаччини (U-20) Артур Гайдош брав участь у молодіжному чемпіонаті світу в Аргентині.
У листопаді 2022 року Гайдош отримував виклик до національної збірної Словаччини на товариський матч проти команди Чорногорії.

## Титули
Індивідуальні
- Кращий молодий гравець чемпіонату Словаччини: 2022/23